# 조그라프 수도원

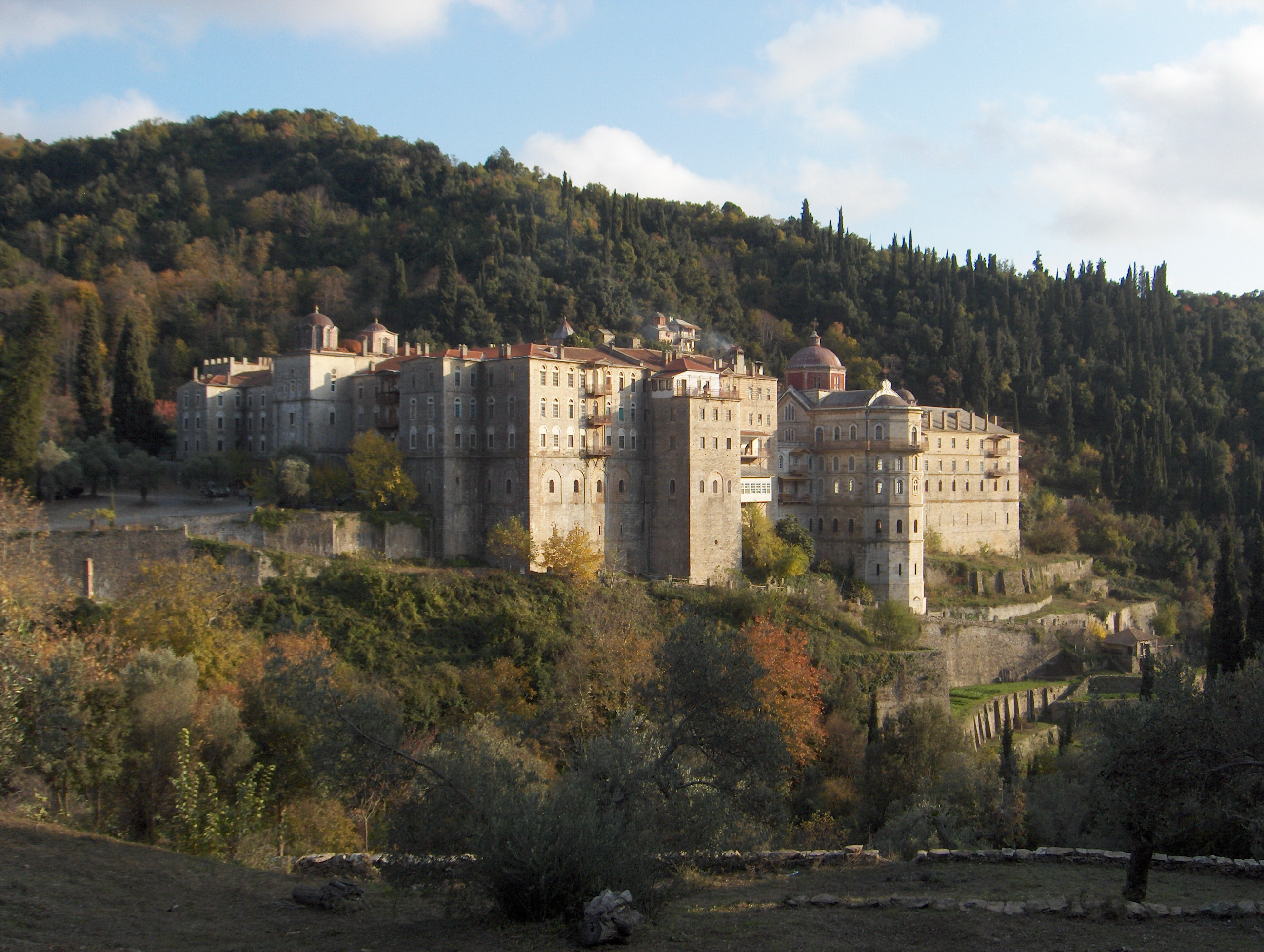
조그라프 수도원.

성 게오르기오스 조그라푸 수도원 또는 조그라프 수도원(Зографски манастир; Μονή Ζωγράφου, 모니 조그라푸)는 그리스 아토스산에 있는 불가리아 정교회 수도원이다. 이 곳은 오흐리드에서 온 세 명의 불가리아인들에 의해 9세기 말 또는 10세기 초에 설립되었고, 전통적으로 불가리아 정교회의 수사들이 거주한다.
이 수도원은 성 게오르게 조그라프로 알려진 성 게오르게의 13세기 또는 14세기 이콘이 그려진 이후에 그의 이름이 붙었다. 전자의 뒷이름은 그리스어로 조그라프(~오스)인 준비된 판에 신비롭게 그려진 자체 성상화는 "화가"(조에="삶", 그라포스="필경사")를 의미한다는 믿음에서 비롯되었다.

## 역사
수도원의 존재가 기록된 가장 이른 증거는 980년의 것이다. 중세 동안에, 이 수도원은 아토스산에 있는 한 수도원을 유지하는 것이 불가리아 정교회를 위한 자부심의 문제가 된 이래, 불가리아의 이반 아센 2세와 이반 알렉산데르와 같은 통치자들로부터 넉넉한 지원을 받았다. 조그라프 수도원은 비잔티움(첫 번째 기증자 현명한 황제 레오 6세), 세르비아와 루마니아의 통치자들에게 토지를 기증 받기도 하였다.
1275년, 조그라프 수도원은 비잔티움 제국의 황제 미카엘 8세 팔라이올로고스로부터의 명령 하에 복무하는 십자군들에게 약탈당하고 전소되었고, 그 결과, 26 명의 수사들이 죽었다. 그들 중에는 이구멘(대수도원장) 토마스 뿐만 아니라, 수사 바르사누피우스, 키릴, 미카흐, 힐라리온, 야메스, 욥, 키프리안, 사빠스, 야메스, 마르티니안, 코스마스, 세르기우스, 파울, 메나스, 요아사프, 요아니키우스, 안토니, 에우티미우스, 도메티안, 파르테니우스, 그리고 네 명의 평신도들이 포함되어 있었다. 그 공격의 이유는 황제가 정치적인 이유로 지지하는 리용 연합에 대한 아토니테 수사들의 반대였다. 황제는 국민들의 격노를 초래하지 않고서는 그리스의 수사들을 공격할 수 없었기 때문에, 슬라브계 수사들에게 불만감을 터뜨렸다. 프로토스(아토스산의 선출된 의장)을 교수형에 처하고, 바토페디, 이베론과 다른 수도원들의 많은 수사들을 살해한 라틴족들이 조그라푸를 공격했다. 그들의 순교는 동방정교회 전체에서 매년 10월 10일(그레고리력으로 10월 23일)에 기념된다.
카탈루냐 대 동지회의 용병들이 두 해(1307년 ~ 1309년) 동안, 성산을 습격하여, 많은 수도원들을 약탈했고, 기독교의 보물들을 강탈했으며, 수사들을 위협했다. 14세기 초에 아토스산의 300 곳이던 수도원들 가운데, 그 세기 말에는 단지 35 곳들만 남았다. 그러나, 이 수도원은 팔라이올로구스조 황제들로부터 그리고 다누비아의 공국들의 왕자들로부터의 보조금과 지원이 도움이 되어 빠르게 복구되었다. 그 건물들은 13세기 말에 비잔티움 황제 안드로니코스 2세 팔라이올로구스의 재정적인 원조로 복원되었었다. 이 수도원에게는 루마니아, 불가리아, 러시아와 오늘날의 터키의 일부 지방들에 있는, 수많은 메토키아(특성)도 주어졌지만, 그리스에 있는 것들만이 현재 유지된다.
이 수도원은 오늘날의 건물들이 18세기 중엽의 것들이지만, 16세기부터 현대적인 외형이 나타났다. 1750년에 남쪽의 부속 건물이, 1758년에 동쪽의 부속 건물벽이 건축되었고, 1764년에 작은 성당이, 1801년에 한 채의 큰 성당이 건립되었다. 북쪽과 서쪽의 부속 건물은 19세기의 2반기부터 축조하기 시작해서 성 키릴로스와 메토디우스 성당과 종탑의 건축과 함께하는 대규모의 공사가 1986년에 끝났다.
이 수도원에 비장된 수많은 유물들과 다른 성물들 중에는 "아카티스트"의 테오토코스의 기적을 행하는 성화상이 있는데, 그것은 축일인 10월 10일에 기념된다. 아토스산에서는 전통적인 율리우스력이 사용된 이래, 그들은 그날을 일반적으로 현대 그레고리력의 10월 23일에 해당되는 10월 10일에 기념한다. 오늘날 이 수도원에는 약 15명의 수사들이 있다.

## 도서관

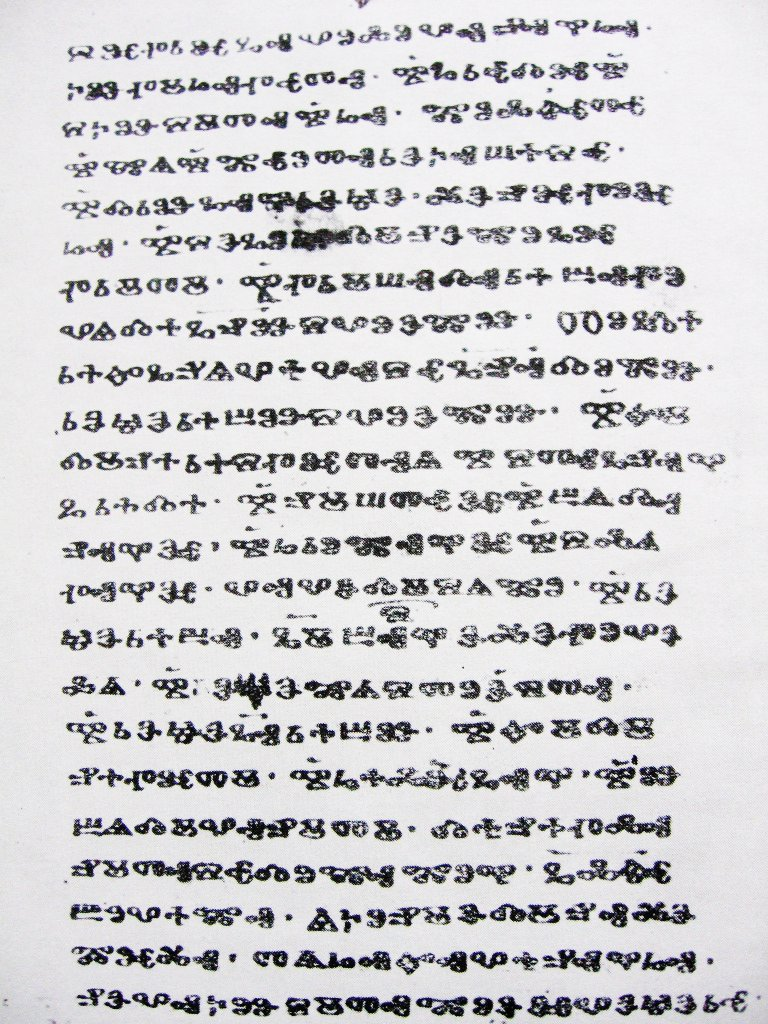
코덱스 조그라펜시스에서의 한 쪽.

조그라프 수도원은 오흐리드의 성 나움의 순교자 수난기의 15세기 사본 그리고, 힐란다르의 파이시우스의 이스토리야 슬라비아노볼가르스카야와 조그라프의 역사의 원고 원본과 같은 중세 필사본들이 보존되어, 불가리아 문화에 중요한 의미가 있는 도서관을 소유하고 있다. 이 수도원의 도서관에는 슬라브어로 된 388권의 필사본들과 그리스어로 된 126 권의 필사본들 뿐만 아니라, 약 10,000 권의 인쇄된 책들도 함께 보관되어 있다. 조그라프 인가서와 릴라 인가서, 이렇게 두 개의 중세 불가리아의 칙허장들이 이 수도원의 도서관에서 발견되었다.

## 명예
남극 사우스셰틀랜드 제도의 리빙스턴섬에 있는 조그라프 정상은 조그라프 수도원의 설립 후에 이름 지어졌다.
이 수도원과 이 곳의 직인이 1999년과 2005년에 발행된 2 불가리아 레프 지폐의 앞면에 표현되어 있다.
2011년 3월 21일에, 불가리아 국립은행은 이 수도원을 특징으로 명목가 10 레프의 기념 은화를 발행했다.

## 갤러리

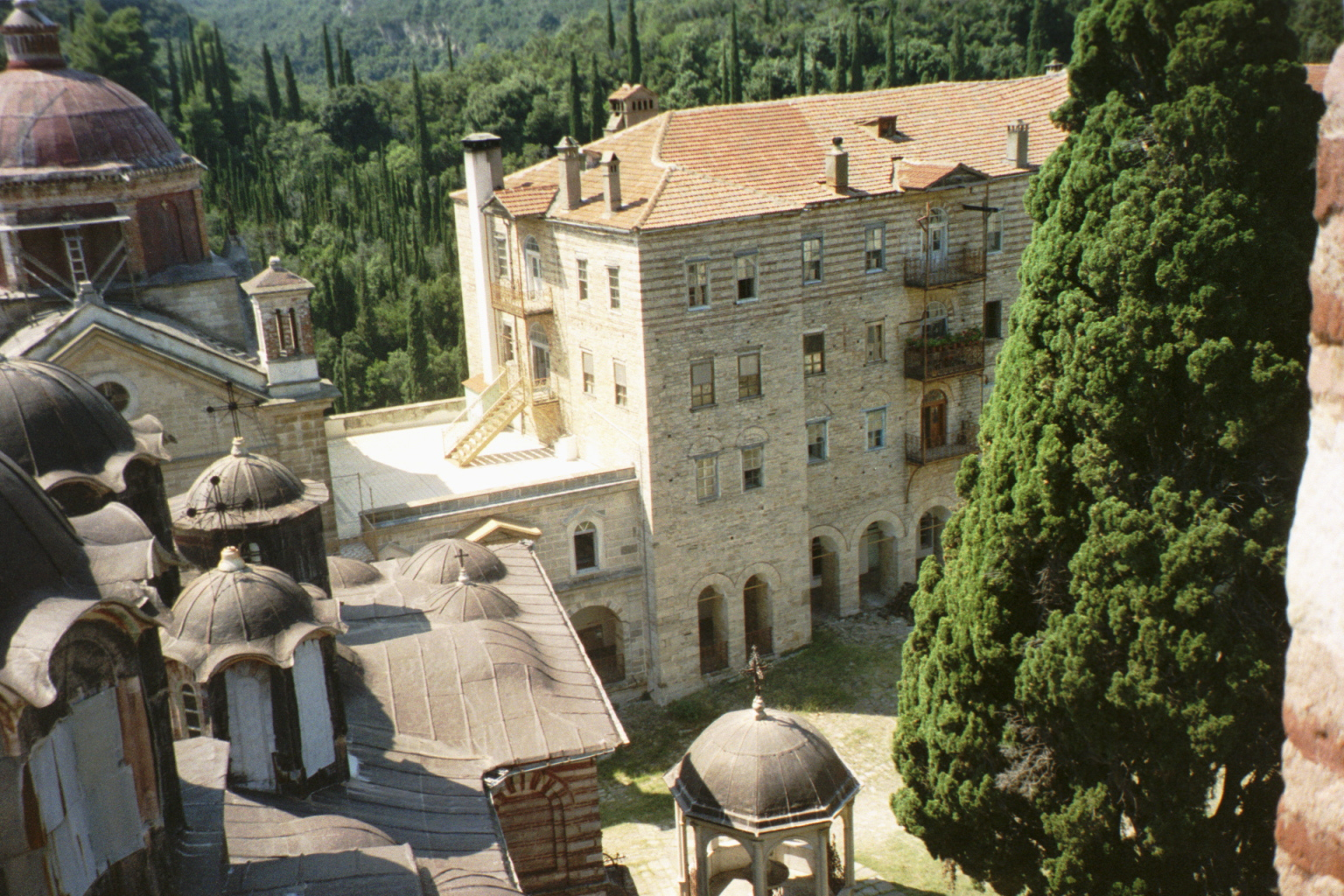
종탑에서 보는 전경.
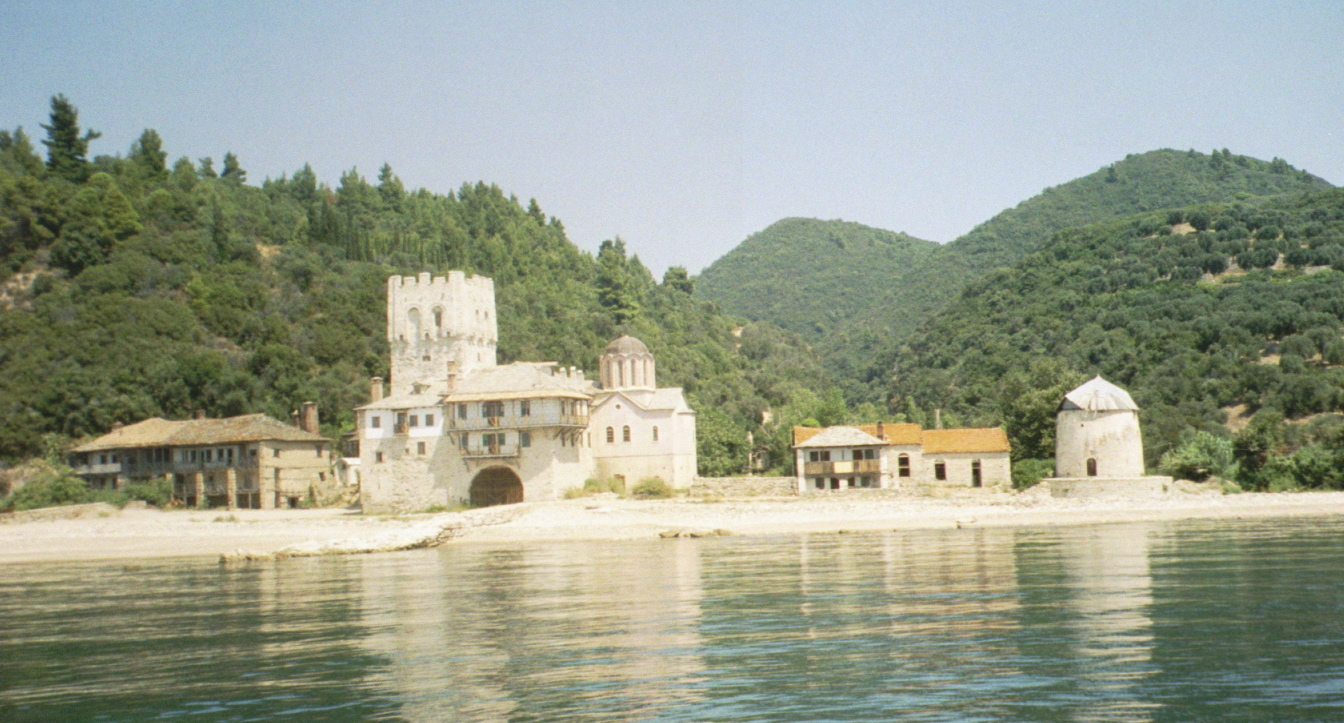
조그라프 수도원의 정박지.
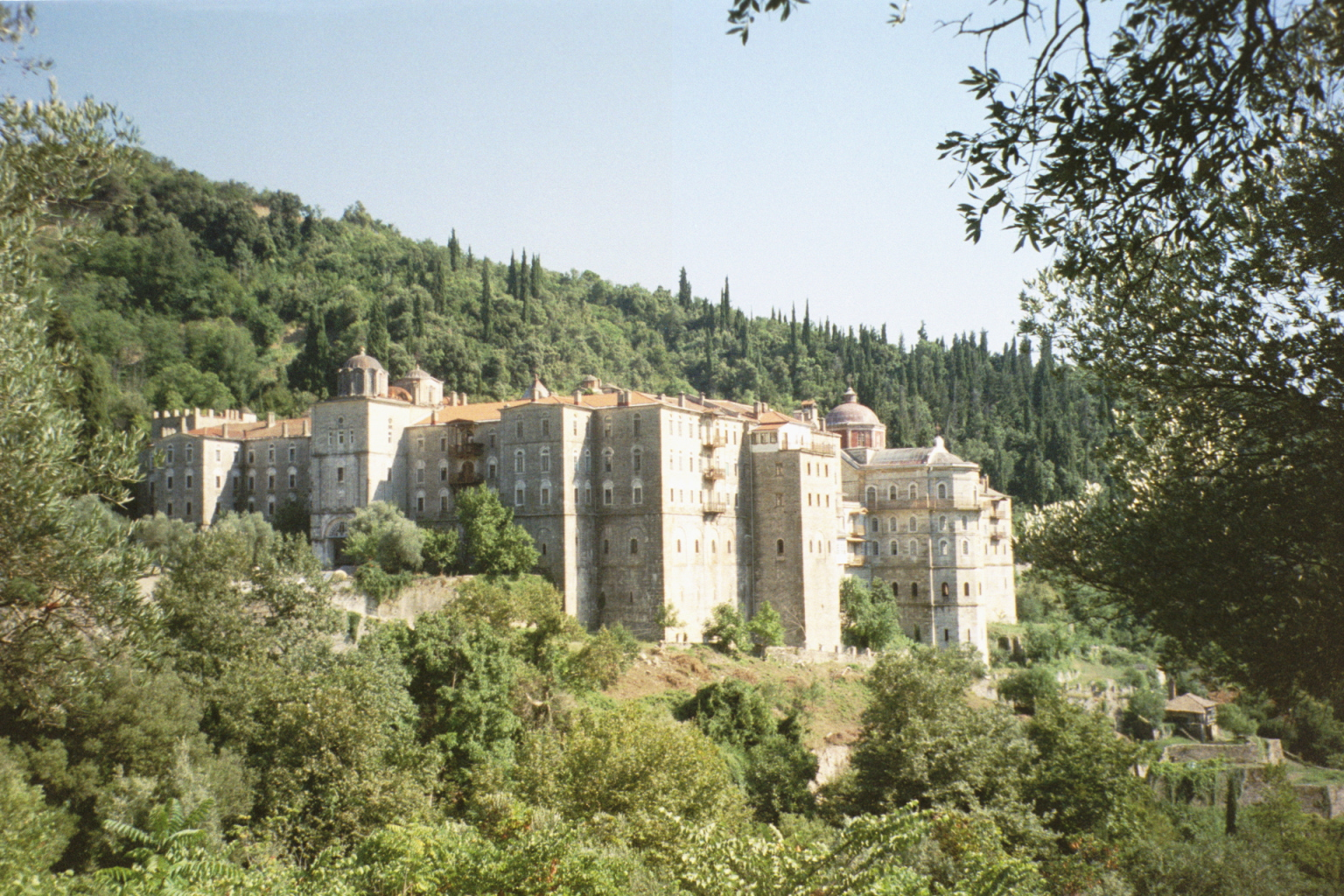
외관.
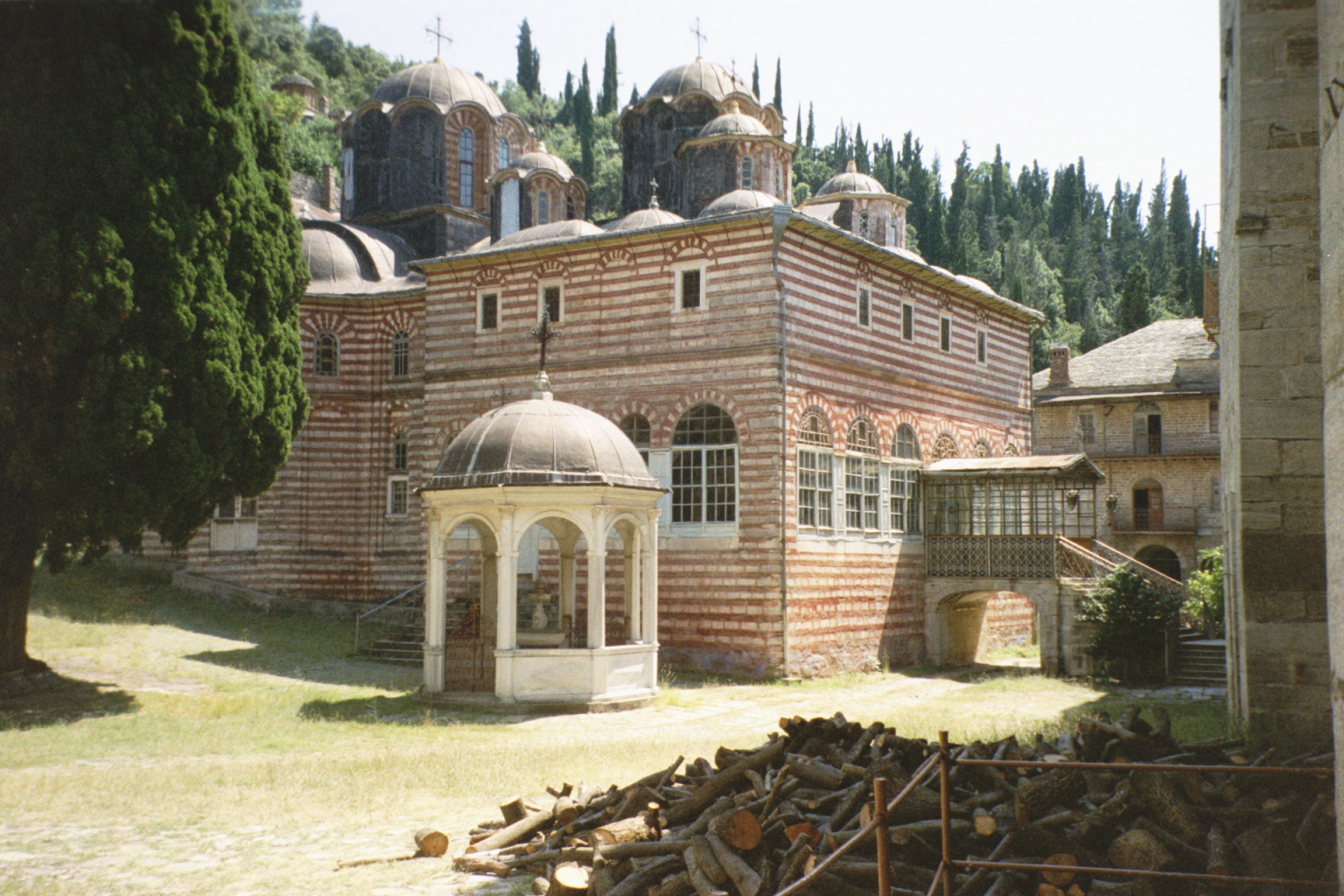
안뜰.